# فيرنون سولاس
فيرنون سولاس (بالإنجليزية: Vernon Sollas)‏ مواليد 14 أغسطس 1954، هو ملاكم محترف بريطاني سابق صنّف ضمن فئة وزن الريشة بدأ مسيرته الاحترافية سنة 1973.

## إحصائيات
خاض خلال مسيرته 33 نزالا، فاز في 25 وتعادل في 1 وخسر في 7. فاز بالضربة القاضية في 21 نزالا.

## روابط خارجية
- فيرنون سولاس على موقع بوكس ريك (الإنجليزية) (registration required)